# Polypore alvéolé
Polyporus arcularius
Espèce
Le polypore alvéolé (Polyporus arcularius) est un champignon agaricomycète du genre Polyporus et de la famille des Polyporaceae.